# Герберт Вельд Бланделл
Герберт Джозеф Велд Бланделл (народився 7 січня 1852 у Ліверпулі, † 5 лютого 1935) був англійським африканським мандрівником, археологом, філантропом і мореплавцем. У 1924 році він скоротив своє прізвище з Weld Blundell на Weld.

## Життя до 1922 року
Бланделл здобув освіту в престижній єзуїтській школі Stonyhurst College поблизу Клітеро в Ланкаширі, Англія. У 1891 році він подорожував до Персії, а потім протягом десятиліття з 1894 по 1905 роки відвідав Північну та Східну Африку.
Під час Другої англо-бурської війни (1899—1902) був кореспондентом Morning Post. Він також брав участь в експедиціях.
1891–1892 роки перебування в Персеполі з Лоренцо Джунтіні для створення зліпків рельєфів
1894–1895 — подорож Лівією та Кіренаїкою, створення фотодокументації
Абіссінська експедиція 1898 року з Саймоном Фрейзером, 14-м лордом Ловатом (1871–1933) і Реджинальдом Кетліцем (1860–1916) 
1904–1905 поблизу Аддис-Абеби, Ефіопія
1922 року експедиція Уелда Бланделла знайшла Шумерський список царів (призму Уелда-Бланделла), який зараз зберігається в Ешмолівському музеї, Оксфорд, Англія 
У 1921–1922 роках він передав колекцію Велда Бланделла до Оксфордського університету.

## Життя з 1923 року
Бланделл підтримав експедицію до Ємену в 1923 році та спільну експедицію Музею Філда та Оксфордського університету на Кіш у Месопотамії.
У тому ж році він одружився з Теодорою Макларен-Моррісон, яка померла в 1928 році. У тому ж році він успадкував замок Лулворт від двоюрідного брата Реджинальда Джозефа Велда Бланделла. У 1928 році, після смерті брата Реджинальда Гемфрі, він успадкував решту маєтку Лулворт від родини Велд-Бланделл.
У 1923 році він розпочав кампанію проти використання британською армією Біндон-Гілл як полігону, що стало початком тривалого конфлікту за долю Тайнема та інших частин маєтку Лулворт.
У 1924 році, у віці 72 років, він купив яхту Lulworth, гоночну яхту великого класу, яка має довжину 46,30 м або 151 фут, і є найбільшим катером у світі. Яхта була спущена на воду в Саутгемптоні в 1920 році під назвою Terpsichore і отримала свою нинішню назву в 1924 році. Назва яхти походить від замку Лулворт, який належав її другому власнику, Герберту Велду, чий дід був членом-засновником Королівської ескадрильї яхт, яка станції вона також плавала.
Після усунення початкових недоліків Lulworth була дуже швидкою гоночною яхтою свого часу, яка брала участь у 28 регатах у 1925 році та завжди фінішувала в трійці лідерів. Вона стала успішною гоночною яхтою у всіх наступних сезонах Big Class. З 1920 по 1930 рік вона взяла участь у 258 регатах і зайняла 59 перших місць, у тому числі 47 після 1924 року.
У 1929 році намір Уелда продати дві сімейні реліквії, Псалтир Латтреллів і Майстер Бедфордських годин, на Sotheby's зіткнувся з юридичною проблемою всього за три дні до того, як знамениті ілюміновані рукописи мали піти з молотка. Юристи Британського музею виявили, що вона та всі реліквії та «особисті речі» в замку Лулворт належали місіс Мері Анжела Нойес, уроджена Мейн. Вона була дружиною поета Альфреда Нойса (1880—1958), раніше одруженого з Річардом Ширберном Велд-Бланделлом, спадкоємцем Велд-Бланделла, який був убитий у 1916 році. Велд звернувся до суду, але його апеляцію відхилили за кілька годин до продажу. Потім Британський музей придбав обидва рукописи в місіс Нойєс, позичивши їх у Джона Пірпонта Моргана-молодшого.
Пізніше в 1929 році замок Лулворт сильно постраждав від пожежі, а деякі спірні реліквії були спалені.
Після його смерті маєток Лулворт перейшов до двоюрідного брата Джозефа Вільяма Велда (1909—1992), пізніше лорд-лейтенанта Дорсета.